# Patrones de destrucción ósea en la enfermedad periodontal
En la enfermedad periodontal, no sólo se reduce la altura del hueso que soporta los dientes, conocido como hueso alveolar, en relación con los dientes, sino que se altera la morfología del hueso alveolar restante. Los patrones de destrucción ósea que se producen como consecuencia de la enfermedad periodontal suelen adoptar formas características.

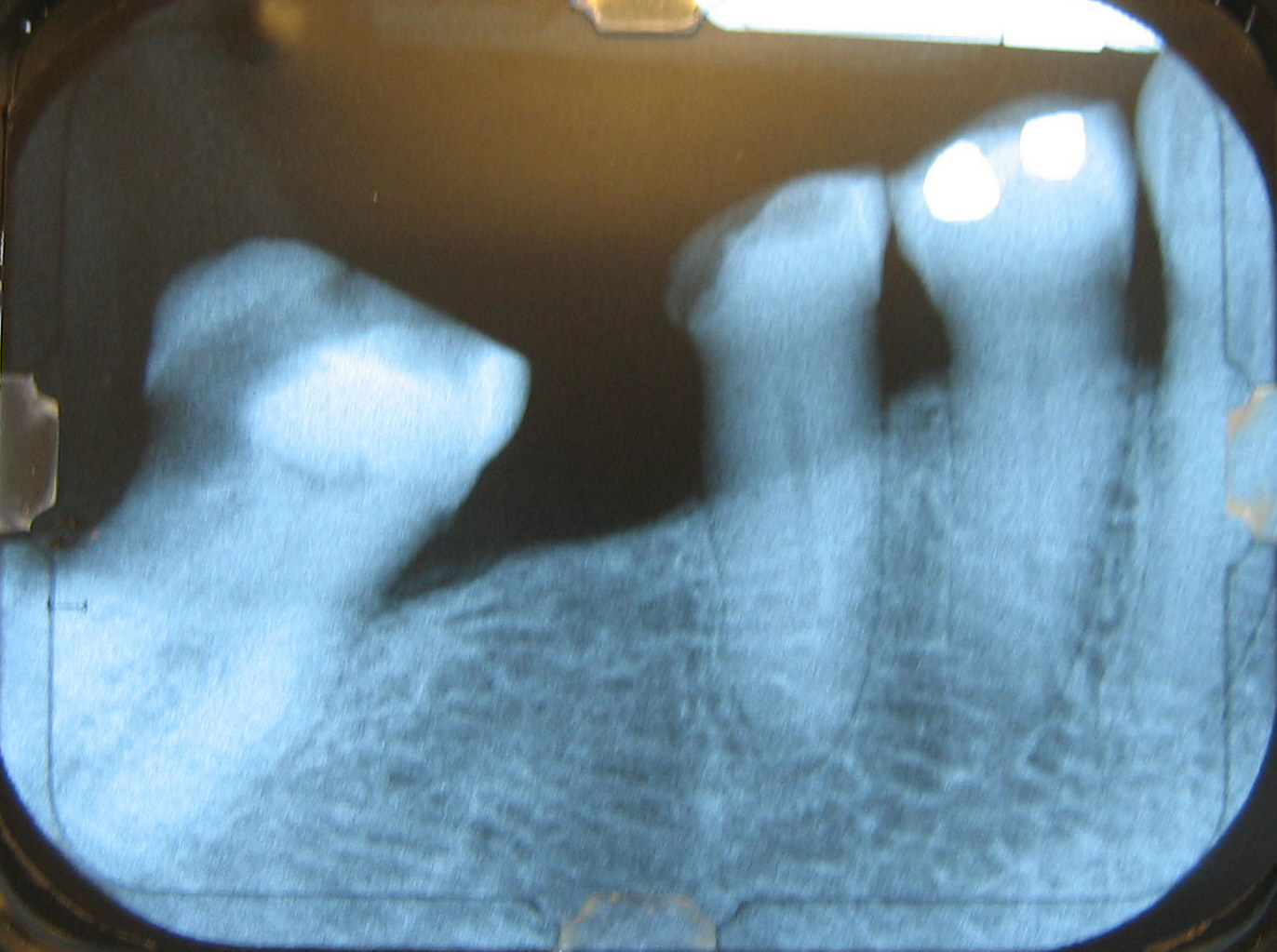
Esta radiografía de rayos X muestra un defecto horizontal.

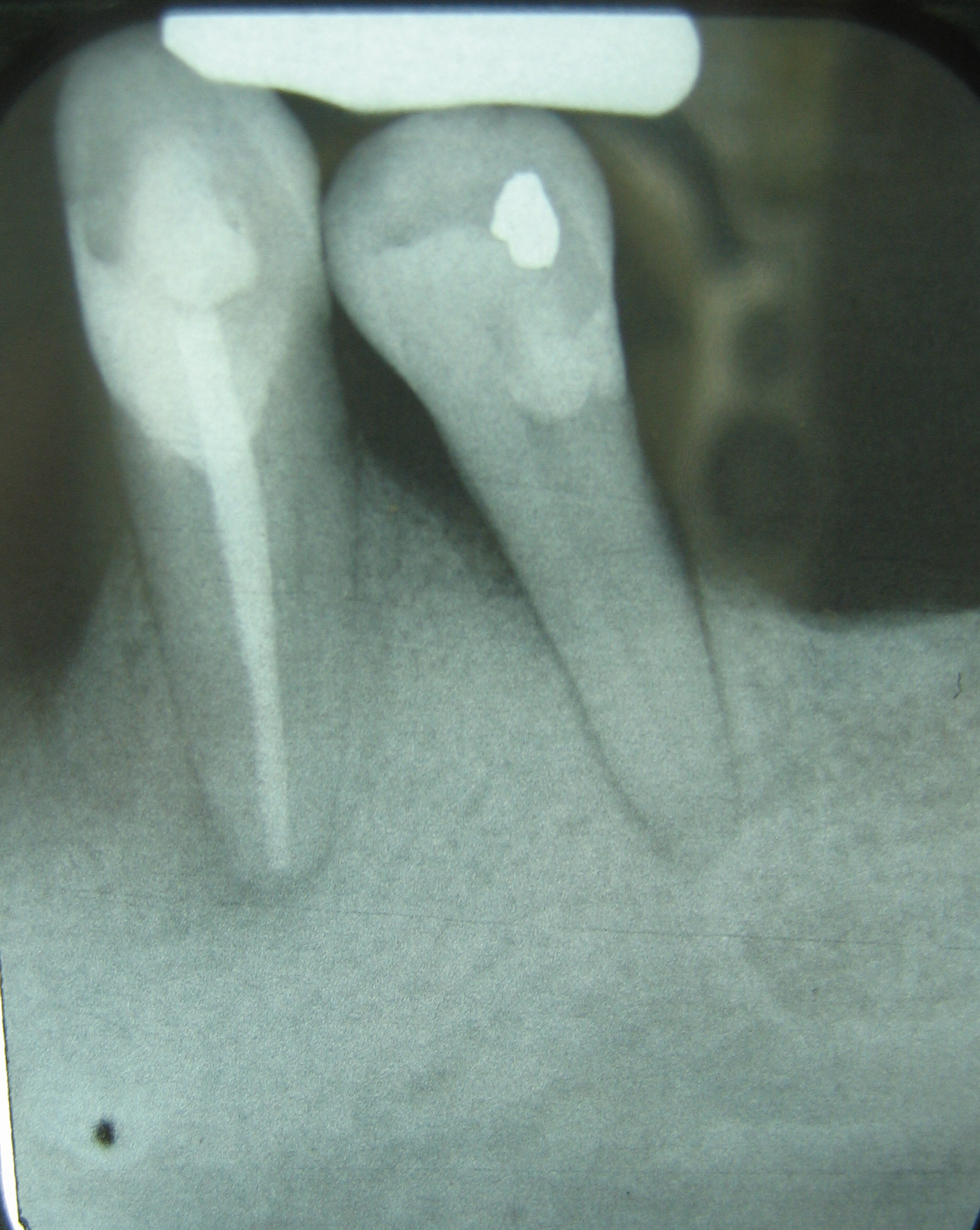
Esta radiografía de rayos X muestra dos dientes mandibulares solitarios, #21 y #22: el primer premolar inferior izquierdo y el canino, que presentan una pérdida ósea grave del 30-50%. El ensanchamiento del PDL que rodea al premolar probablemente se debe a un traumatismo oclusal secundario.

## Tipos de destrucción
Hay cuatro tipos principales de defectos óseos que se presentan en el hueso alveolar:
1. defectos horizontales
2. defectos verticales o angulares
3. fenestraciones
4. dehiscencias

### Defectos horizontales
La pérdida ósea generalizada se presenta con mayor frecuencia en forma de una pérdida ósea horizontal. La pérdida ósea horizontal se manifiesta como un grado de reabsorción ósea algo uniforme, de modo que la altura del hueso en relación con los dientes ha disminuido de manera uniforme, como se indica en la radiografía a la derecha. Los defectos se producen adyacentes a un diente y, por lo general, en forma de una zona triangular de hueso faltante, conocida como triangulación.